# ジム・ボタンの冒険
『ジム・ボタンの冒険』（ジム・ボタンのぼうけん、ドイツ語:Jim Knopf und Lukas der Lokomotivführer(前編)とJim Knopf und die Wilde 13 (後編)）は、ドイツの作家ミヒャエル・エンデによる児童文学作品。

## あらすじ
物語は、前編『ジム・ボタンの機関車大旅行』と後編『ジム・ボタンと13人の海賊』に分かれている。
前編では、ジムが生まれの秘密を探しに竜が住むクルシム国へ行き、そこでリーシー姫を助ける。後編は、ジムが人魚に頼まれて海の明かりをつけた後、13人の海賊を負かす。

## 用語

### 地名
フクラム国
ルーカスなどが住んでいた国。赤ん坊のジムが漂着する前の人口がたった4人という小国。後に新フクラム国と合併し、フクラム・新フクラム合衆国となる。
新フクラム国
海に浮かんでいた島を、フクラム国の隣に移した土地。
フクラム・新フクラム合衆国
フクラム国と新フクラム国が合併してできた国。
マンダラ国
城壁で囲まれた、陶器が有名な国。首都はピン。皇帝はプン・ギン（リーシー姫の父）、総理大臣はピ・ポ・パ→ピン・ポン。
ピン
マンダラ国の首都。
クルシム国
竜たちの住んでいる国。本物の竜しか入ることができない。
アッテハナラナイ国
海賊「荒くれ13」の根城がある国。ヤンバラを沈めた代わりに浮上した。
世界の頂
クルシム国や世界の果て砂漠と、マンダラ国の間にある赤と白の山脈。
世界の果て
世界の頂の後ろにある、とても大きな砂漠。蜃気楼が激しい。
おどろきの森
いろいろな動物が住む、世界の頂とマンダラの城壁との間にある森。